# Doricha eliza
Doricha eliza là một loài chim trong họ Chim ruồi. Nó là loài đặc hữu của México. Đây là loài chim nhỏ, khối lượng chỉ 2,4 đến 2,6 g (0,085 đến 0,092 oz).